# Baronet

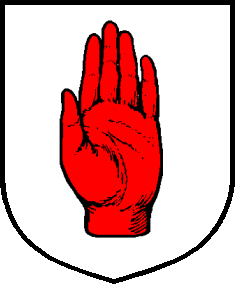
Die „Rote Hand von Ulster“, Wappenzusatz der Baronets

Der Wappenschild von Nova Scotia, Wappenzusatz schottischer Baronets

Der Baronet (weibliche Form, wenngleich äußerst selten: Baronetess; beide als Verkleinerungsform zu Baron) ist ein Adelstitel im Vereinigten Königreich, der – unter anderem auf Vorschlag des britischen Premierministers bzw. der britischen Regierung – vom britischen Monarchen an in der Regel britische Bürgerliche verliehen werden kann, vom Titelträger auf die folgenden Generationen vererbt wird und mitunter (selten) mit der Verleihung eines Lehens verbunden ist. Die Baronets gehören im Unterschied zu den Barons nicht zur Peerage und damit nicht zum britischen Hochadel, sondern bilden zusammen mit den Knights die sogenannte Gentry, den niederen Adel, wobei der Rang eines Knight im Unterschied zu dem eines Baronet in der Regel nicht erblich ist. Die bislang letzte Baronetswürde (engl.: baronetcy) – und erste seit 1965 – wurde im Jahr 1991 an Denis Thatcher verliehen.

## Geschichte
Die Geschichte der Baronets auf den britischen Inseln reicht bis ins 14. Jahrhundert zurück. Der Begriff Baronet wurde dabei ursprünglich für Adlige verwendet, die das Recht auf einen Sitz im Parlament verloren hatten. Als erbliche Aristokratie unterhalb des eigentlichen Feudaladels wurde die Baronetswürde dann mit dem Baronetage of England am 22. Mai 1611 von König Jakob I. eingeführt. Dieser bot diese Erhebung 200 ausgewählten Männern mit dem stattlichen Mindesteinkommen von 1000 Pfund im Jahr unter anderem auch deshalb an, weil damit einherging, dass jeder Titelträger drei Jahre lang zu einem hohen Preis dreißig Soldaten des Königs finanzieren musste, was wiederum der Besiedelung Irlands dienen sollte. Die Baronetage of Ireland wurde vier Monate später, am 30. September 1611, und die von Schottland (Baronetage of Nova Scotia) im Jahre 1625 durch König Karl I. errichtet. Letztere diente ursprünglich der Erschließung und Besiedelung der schottischen Kolonie Nova Scotia und ist daher nach dieser benannt. Seit der Vereinigung Englands und Schottlands durch den Act of Union 1707 wurden nur noch Baronetcies von Großbritannien (Baronetage of Great Britain) verliehen und seit dem Act of Union 1800 nur noch Baronetcies des Vereinigten Königreichs (Baronetage of the United Kingdom).
Seit 1914 wird vom Crown Office im britischen Justizministerium (ehemals im Home Office) eine offizielle Liste, die Official Roll, herausgegeben, auf der alle offiziell anerkannten Baronetcies vermerkt sind. 1898 war die The Honourable Society of the Baronetage (dt. etwa: die ehrenwerte Baronet-Gesellschaft) gegründet worden, die 1903 in den Standing Council of the Baronetage (dt.: ständiger Rat der Baronets) umgewandelt wurde, der sich seither als Mitgliedsorganisation für Baronets um deren Belange und die Erstellung der Official Roll kümmert. Zwischen 1611 und 2012 wurden insgesamt etwas weniger als 3500 Baronetcies verliehen. Anfang der 2010er Jahre waren davon noch etwas mehr als 1200 in Gebrauch. Es gibt zudem etwas mehr als 150 Baronetswürden, die von den lebenden Erben nicht in Anspruch genommen werden. Die bislang letzte Baronetswürde und erste seit 1965 (nachdem die Labour-Partei die Regierung übernommen und eine klassenlose Gesellschaft ohne Erbtitel propagiert hatte) wurde 1991 an Denis Thatcher, Ehemann von Margaret Thatcher, vergeben. Diese vererbbare Würdigung, die primär als Ehrerweisung für Margaret Thatcher angesehen wurde, die damit Lady Thatcher wurde, war in Großbritannien umstritten. Denn der von Margaret Thatcher selbst erhaltene Titel Baroness Thatcher of Kesteven wurde (wie für aus dem Amt geschiedene Premierminister dieser Zeit üblich) als nicht-erbliche Life peerage kreiert, durch die Schaffung der Thatcher Baronetswürde für ihren Ehemann wurde eine vererbbare Alternative für die Familie der ehemaligen Premierministerin geschaffen. Seither wurden keine vererbbaren Titel mehr an Nichtmitglieder der britischen Königsfamilie verliehen.

## Gepflogenheiten
Die Ernennung zum Baronet ist gleichbedeutend mit der Erhebung in den erblichen Adelsstand. Mit der Verleihung des Titels durch den Monarchen geht allerdings kein Ritterschlag einher. Die Nachfolge in der Würde eines Baronets wird mit der ersten Verleihung geregelt; anders als in den meisten anderen europäischen Aristokratien geht der Titel dabei in Großbritannien nicht auf sämtliche Kinder des Titelinhabers, sondern nur auf einen Erben über. In den meisten Fällen ist der älteste lebende Sohn des Erblassers der Erbe des Titels. Hat der Erblasser keinen Sohn, geht der Titel auf den nächsten männlichen Verwandten über. In einigen Fällen, besonders bei schottischen Titeln, ist aber auch eine Weitergabe über die weibliche Linie möglich.
Der niedere Adel Großbritanniens ist grundsätzlich unterteilt in die Baronets und die Knights, deren Würde nicht erblich ist. In der protokollarischen Rangordnung im Vereinigten Königreich rangieren die Baronets daher grundsätzlich über den Knights der staatlichen Ritterorden und den diesen untergeordneten Knight Bachelors. Ausnahmen hierzu bilden lediglich Knights des Hosenbandordens und des Distelordens, die im Rang über den Baronets stehen. Sowohl Baronets als auch Knights jeglicher Art rangieren als Vertreter der (Landed) Gentry (dt. etwa: Landadel) unter den Barons (dt.: Freiherrn), welche die unterste Stufe des britischen Hochadels (Peerage) bilden. Die Rangfolge der Baronets untereinander richtet sich nach dem Datum der Verleihung. Je älter das Patent, desto höher der Rang. Die derzeit älteste noch bestehende Baronetcy, die Bacon Baronetcy, of Redgrave in the County of Suffolk, wurde am 22. Mai 1611 als einer der ersten von Jakob I. verliehenen Titeln vergeben und seither weitervererbt. Der derzeitige Titelträger (Stand 2018), Sir Nicholas Bacon, 14. Baronet (* 1953), ist damit der Premier Baronet von England.
Die Baronetswürde geht grundsätzlich einher mit einer territorialen Bezeichnung nach dem Schema „<Nachname> of <Ortsname> <(ggf. Ortszusatz)>“, die mit dem Titelträger in Zusammenhang steht (bspw. Geburts- oder Wohnort etc.). Denis Thatcher war beispielsweise „1st Baronet, of Scotney in the County of Kent“. Thatcher besaß mit seiner Frau eine Wohnung auf dem Gelände von Scotney Castle in Lamberhurst (ca. 13 km von Tunbridge Wells in der Grafschaft Kent). Sein Sohn Mark, auf den der Titel nach dem Tod des Vaters überging, ist der „2nd Baronet, of Scotney in the County of Kent“. Diese Baronetswürde heißt in der Official Roll of the Baronetage, dem offiziellen Verzeichnis der Baronetswürden, Thatcher of Scotney.
Baronets, mit Ausnahme der schottischen, fügen ihrem Wappen die „Rote Hand von Ulster“ als Herzschild hinzu. Baronets der Baronetage of Nova Scotia verwenden stattdessen als Wappenzusatz den Wappenschild von Nova Scotia. Bereits Karl I. hatte den schottischen Baronets das Privileg eingeräumt, außerdem ein Abzeichen an einem Band um den Hals zu tragen, das jenen Wappenschild zeigt. Erst Georg V. gewährte 1929 auch den englischen und irischen Baronets das Privileg, ein entsprechendes Abzeichen mit der roten Hand von Ulster zu tragen.

Abzeichen schottischer Baronets
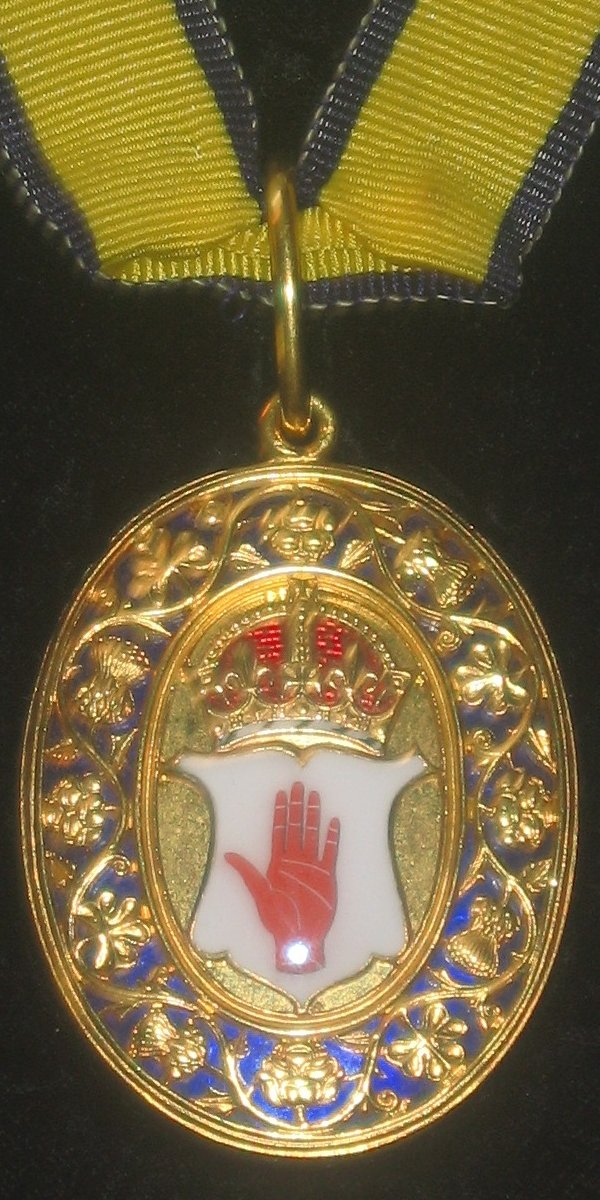
Abzeichen englischer und irischer Baronets
Bandschnalle zum Abzeichen eines Baronets

## Weibliche Titelinhaber
Weibliche Baronets, genannt Baronetesses, sind extrem selten und kommen nur in Ausnahmefällen und nur in der Baronetage of Nova Scotia vor. Die Verleihung des Titels einer Baronetess, of Osberton in the County of Nottingham, in der Baronetage of Nova Scotia am 19. Dezember 1635 an Mary Bolles (1579–1662) war die bislang einzige Verleihung einer Baronetcy direkt an eine Frau. Auch diese wurde ausschließlich an männlichen Nachkommen vererbt. Nur viermal fiel ein Baronettitel aufgrund besonderer Regelungen in der Verleihungsurkunde durch Erbschaft an eine Frau:
- 1777: Dame Emilia Stuart Belshes, 3. Baronetess of Clifton Hall († 1807; Titel geschaffen 1706)
- 1935: Dame Eleanor Isabel Dalyell, 9. Baronetess of the Binns (1895–1972; Titel geschaffen 1685)
- 1963: Dame Maureen Daisy Helen Dunbar, 8. Baronetess of Hempriggs (1906–1997; Titel geschaffen 1706)
- 2005:[1] Dame Anne Maxwell-Macdonald, 11. Baronetess of Pollok  (1906–2011; Titel geschaffen 1682)

## Anrede
Die Anrede für einen Baronet lautet Sir, für seine Ehefrau Lady. Das „Sir“ wird vor den Vornamen gesetzt, das „Lady“ vor den Nachnamen. Der Ausdruck „Baronet“ erscheint in der Schriftform nach dem Familiennamen, oftmals abgekürzt als Bar., Bart. oder Bt. Der Namenszusatz Sir wird nur in Verbindung mit dem Vornamen oder dem Vor- und Zunamen verwendet, also z. B. „Sir Donald“ oder „Sir Donald Stewart“, aber niemals „Sir Stewart“. Stirbt der Baronet und der Titel wird an den Sohn weitergegeben, wird dessen Frau als „Lady <Nachname>“ bezeichnet, während die Frau des Verstorbenen von da an „<Vorname>, Lady <Nachname>“ heißt.
Eine Baronetess wird mit „Dame <Vorname>“ oder „Dame <Vorname> <Nachname>“ angeredet. Der Ehemann einer Baronetess führt keine besondere Anrede.

## Einige bekannte Titelträger
- Sir Max Aitken, 1. Baronet of Cherkley (Verleger und Politiker, später Lord Beaverbrook)
- Sir Henry Aubrey-Fletcher, 6. Baronet of Clea Hall (Krimischriftsteller)
- Sir Robert Baden-Powell, 1. Baronet of Bentley (Gründer der Pfadfinder, später Lord Baden-Powell)
- Sir James M. Barrie, 1. Baronet of Adelphi Terrace (schottischer Schriftsteller, Autor von „Peter Pan“)
- Sir John Barrow, 1. Baronet of Ulverstone (Staatsbeamter zur Zeit der Nordpolarexpeditionen)
- Sir Douglas Booth, 3. Baronet of Allerton Beeches (Drehbuchautor)
- Sir George Cayley, 6. Baronet of Brompton (Luftfahrtpionier)
- Sir Humphry Davy, 1. Baronet of Grosvenor Street (Chemiker)
- Sir Edward Elgar, 1. Baronet of Broadheath (Komponist)
- Sir Ranulph Fiennes, 3. Baronet of Banbury (Abenteurer)
- Sir Henry B. Frere, 1. Baronet of Wimbledon (Diplomat, Gouverneur von Bombay)
- Sir Isaac Goldsmid, 1. Baronet of St Johns Lodge (Finanzmakler; der erste Jude, dem ein Baronettitel verliehen wurde)
- Sir Benjamin Guinness, 1. Baronet of Ashford and St. Stephen’s Green (irischer Bierbrauer und Philanthrop)
- Sir Thomas Hardy, 1. Baronet of the Navy (Seeoffizier, bekannt als „Nelsons Hardy“)
- Sir Arthur Harris, 1. Baronet of Chipping Wycombe (Oberbefehlshaber des RAF Bomber Command)
- Sir Charles Knowles, 1. Baronet of Banbury (Admiral und Gouverneur von Jamaika)
- Sir Thomas Lipton, 1. Baronet of Osidge (Gründer der Teemarke Lipton)
- Sir Charles Lyell, 1. Baronet of Kinnordy (Geologe)
- Sir John Everett Millais, 1. Baronet of Palace Gate and St Ouen (Maler; der erste Künstler, dem diese Auszeichnung verliehen wurde)
- Sir Oswald Mosley, 6. Baronet of Ancoats (faschistischer Politiker)
- Sir Robert Peel, 2. Baronet of Clanfield (Premierminister und Begründer der Conservative Party)
- Sir Walter Scott, 1. Baronet of Abbotsford (schottischer Dichter und Schriftsteller)
- Sir Banastre Tarleton, 1. Baronet of Liverpool (Offizier im Amerikanischen Unabhängigkeitskrieg)
- Sir Denis Thatcher, 1. Baronet of Scotney (Geschäftsmann, Ehemann von Baroness Thatcher)
- Sir John Dermot Turing, 12. Baronet of Foveran (Autor und Neffe von Alan Turing)
- Sir Reginald Wingate, 1. Baronet of Dunbar and Port Sudan (General und Kolonialgouverneur)